# 11823 Christen
11823 Christen este un asteroid din centura principală de asteroizi.

## Descriere
11823 Christen este un asteroid din centura principală de asteroizi. A fost descoperit pe 2 noiembrie 1981 la Stația Anderson Mesa de Brian A. Skiff. Asteroidul prezintă o orbită caracterizată de o semiaxă mare de 2,37 ua, o excentricitate de 0,25 și o înclinație de 4,9° în raport cu ecliptica.